# 984年
| 千纪： | 1千纪 |
| 世纪： | 9世纪 \| 10世纪 \| 11世纪                                                                                          |
| 年代： | 950年代 \| 960年代 \| 970年代 \| 980年代 \| 990年代 \| 1000年代 \| 1010年代                                        |
| 年份： | 979年 \| 980年 \| 981年 \| 982年 \| 983年 \| 984年 \| 985年 \| 986年 \| 987年 \| 988年 \| 989年                    |
| 纪年： | 甲申年（猴年）；于阗中興七年；契丹統和二年；北宋太平兴国九年，雍熙元年；大理明政十六年；越南天福五年；日本永觀二年 |

## 大事记
- 宋朝太子趙元佐因同情被貶死的叔父趙匡美，發瘋，並傷及旁人。

## 出生
- 狄奧多拉女皇（984年－1056年，72岁），拜占庭帝國最後一位女皇。

## 逝世
- 趙廷美，又稱趙匡美、趙光美，趙匡胤四弟。
- 石守信，北宋初大將。